# Pancratium maritimum
Pancratium maritimum, la azucena de mar —entre otros numerosos nombres vernaculares—, es una planta bulbosa de la familia de las Amarilidáceas. Se encuentra en los arenales y en las dunas fijas de las costas del Atlántico, mar Cantábrico y en las costas del Mediterráneo, a pleno sol y tolera bien periodos prolongados de sequía.

## Descripción
El nardo marítimo es una planta herbácea; las hojas erguidas sobresalen del suelo, formando un denso ramillete; tienen entre 5 y 20 mm de ancho y son de color verde azulado. Tienen un bulbo alargado, blanquecino, con múltiples capas membranosas. Ingerido, resulta de gran toxicidad, debido a que contiene heterósidos cardiotónicos. Las raíces están situadas a una profundidad de hasta 80 cm bajo la superficie. 

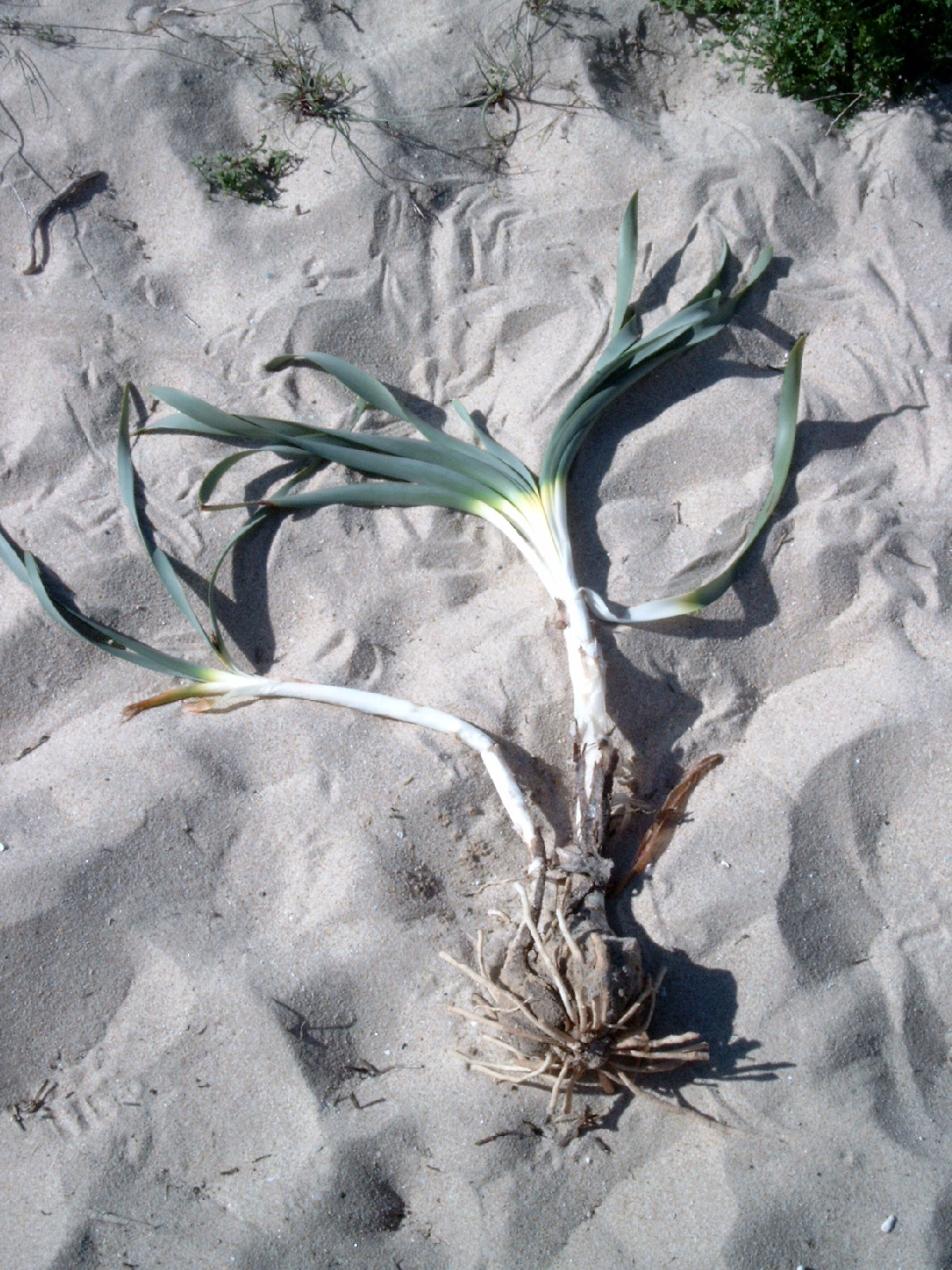
Pancratium maritimum, planta entera.

Las flores son pediceladas, grandes y llamativas, de color blanco, con gran parecido a los narcisos y muy aromáticas, con un  tamaño de hasta 15 cm de longitud. La flor presenta seis tépalos lanceolados abiertos en la periferia y con una nervio dorsal verdoso que nace en la base de la umbela. La corola con forma de trompeta, también blanca, tiene doce dientes de forma triangular. Los seis estambres son de color blanquecino, con unas anteras de color amarillo con forma arriñonada.
El ovario es trilocular y sobresale sobre el cáliz espatoide de dos brácteas caedizas. Su fruto es una cápsula grande y ovoidea, en cuyo interior se encuentran las semillas, negras, angulosas, brillantes, con forma subtriangular, de placentación axial y apiladas en cada uno de los tres lóculos.  

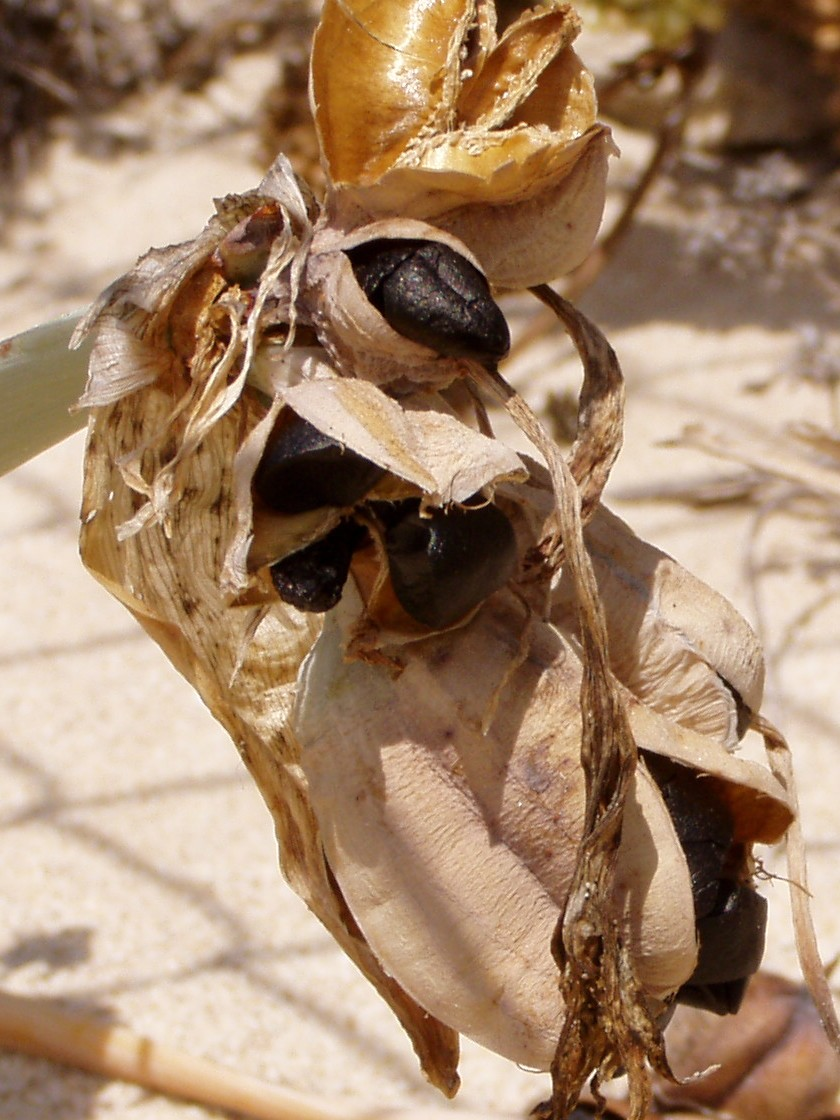
Pancratium maritimum, frutos con semillas in situ.

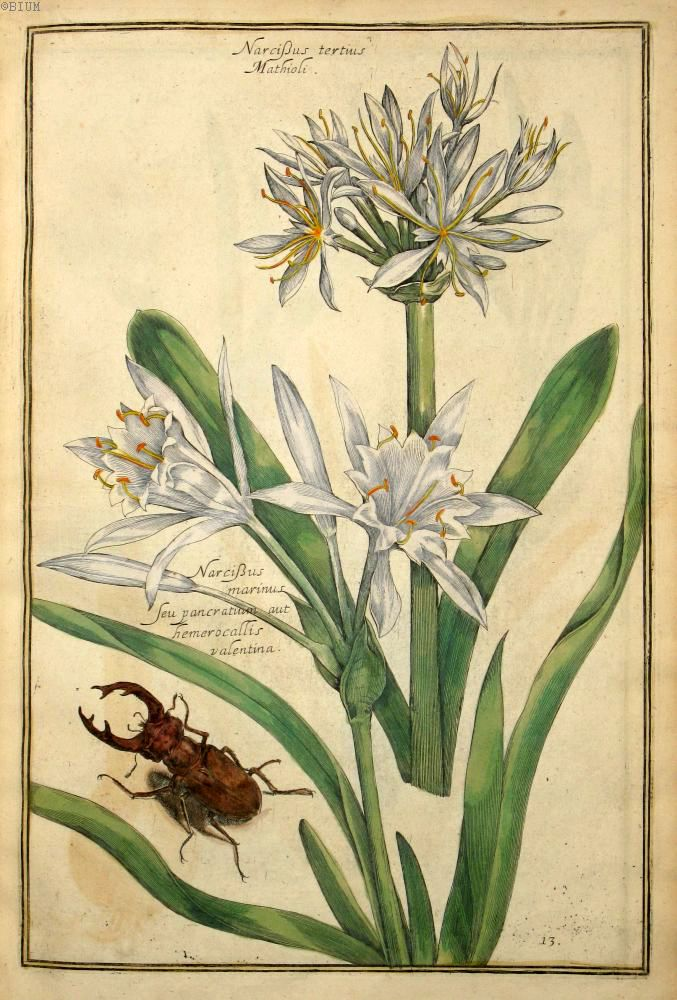
Ilustración

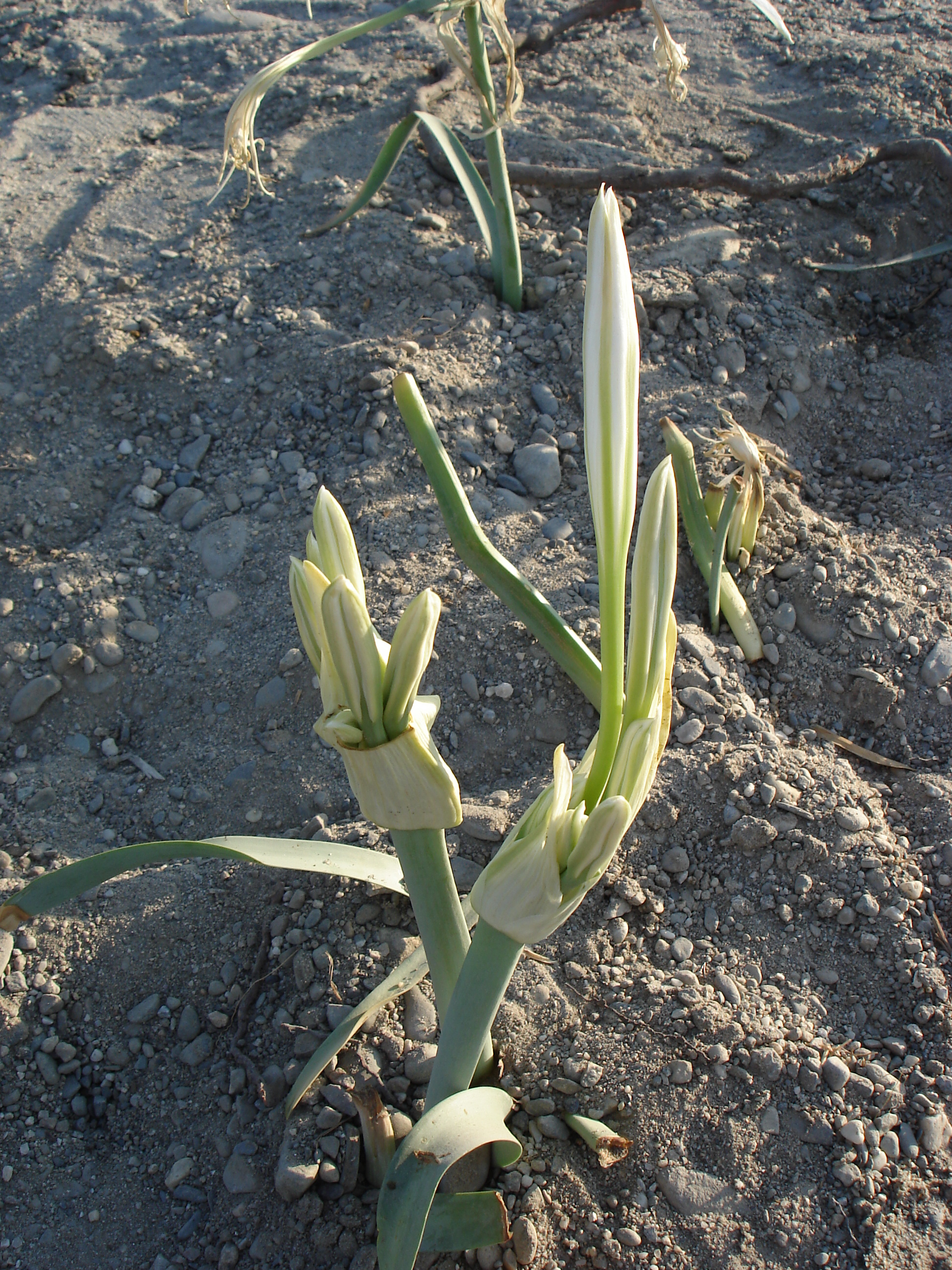
Flores

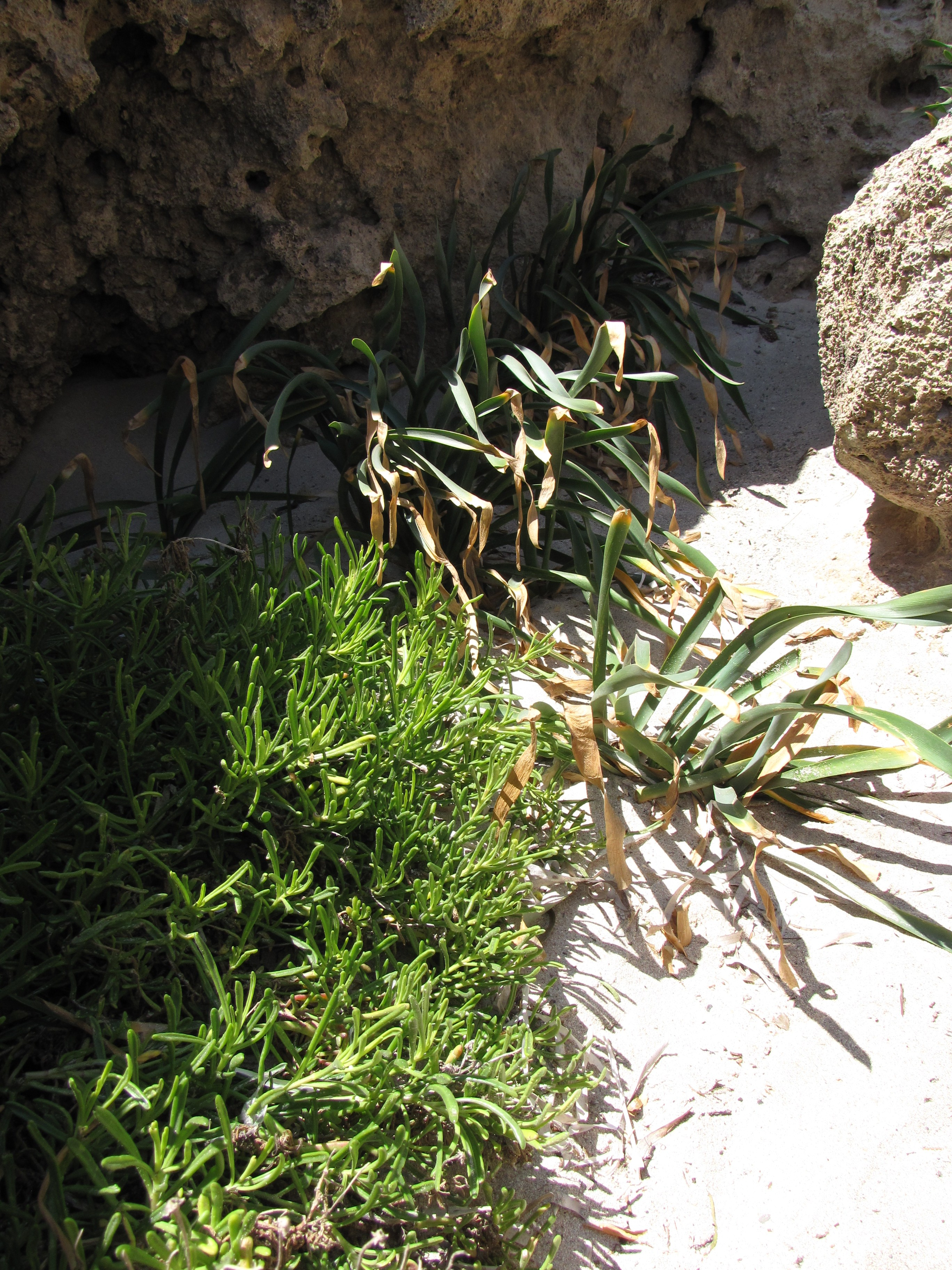
En su hábitat

## Floración
Florece desde finales de junio, en julio y agosto, hasta septiembre, cuando la mayoría de las plantas ya han pasado su floración. 

## Hábitat
Vive en las dunas costeras. Requiere suelo bien drenado aunque sea pobre, seco, árido, y exposición a pleno sol. La planta tiene la particularidad de poderse enterrar más profundamente para evitar la desecación, o bien de alargar sus tallos en caso de haber quedado muy cubierta de arena. 

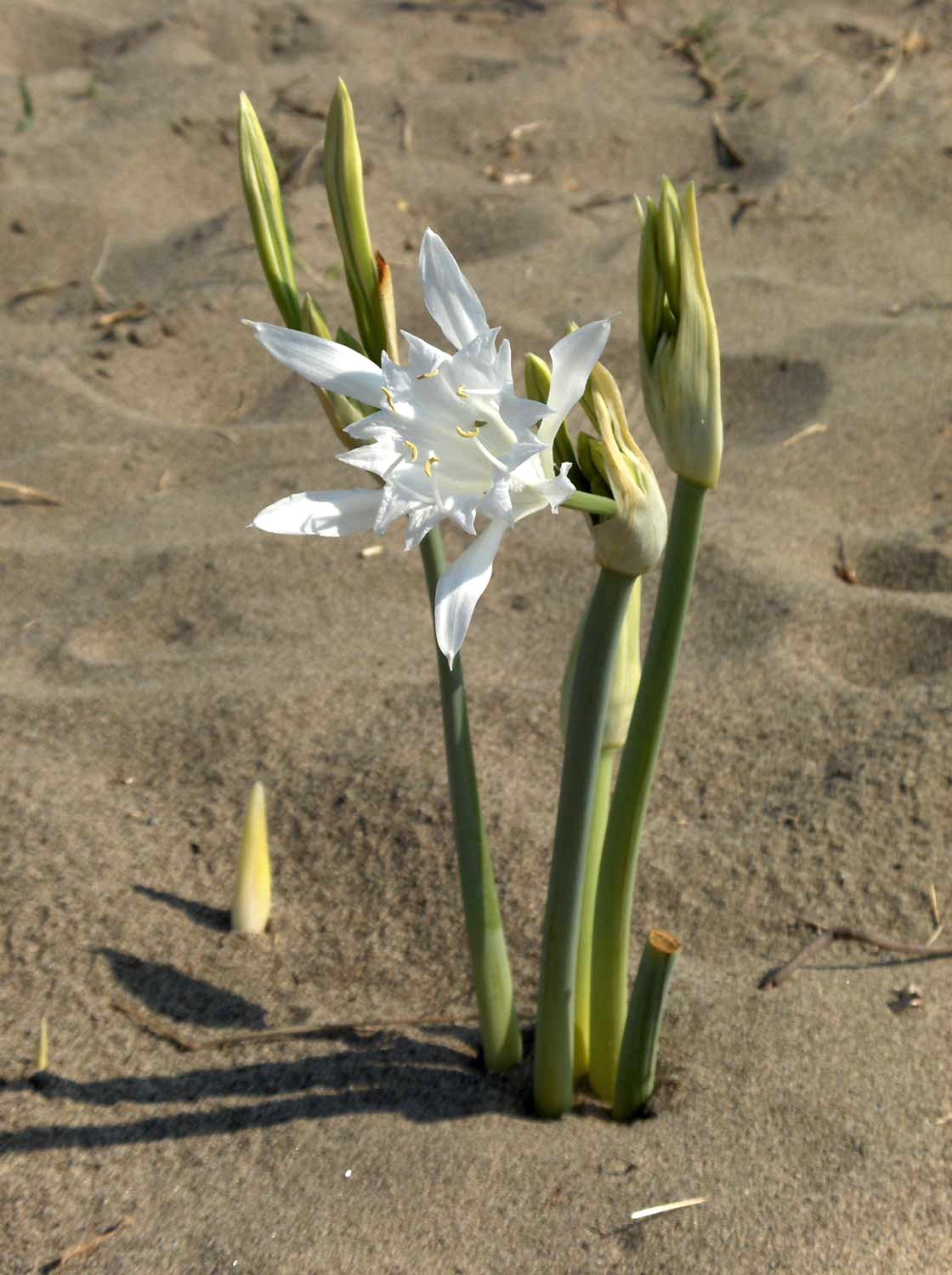
Pancratium maritimum, hábitat en Italia.

## Ecología
La planta es polinizada por una polilla halcón llamada Agrius convolvuli. Estos insectos visitan la flor cuando la velocidad del viento es de dos metros por segundo. Cuando es mayor, las polillas no visitan la planta. Aunque la especie es polinizada de manera artificial durante el tiempo ventoso la polinización no es eficaz. Otro dato específico del lirio arena es que no es receptivo a su propio polen y la planta puede reconocerlo. Esta flor solo puede ser fértil con polinización cruzada.

## Plagas
Las hojas son devoradas por la oruga del Lepidóptero Brithys crini, asociado exclusivamente a esta planta.  

## Cultivo
Crece bien en terrenos arenosos, perfectamente drenados y en lugares cálidos y soleados. Para que los bulbos maduren totalmente es imprescindible, luego de la floración, un período cálido y seco. Los bulbos se plantan en otoño a una profundidad de 15 cm. Se multiplica mediante bulbillos, los cuales deben separarse del bulbo original en otoño.

## Propiedades
Los bulbos de  Pancratium maritimum contienen un inhibidor de la acetilcolinesterasa, llamado ungeremina que puede ser adecuado como tratamiento para la enfermedad de Alzheimer. Ungeremina también se ha aislado de Nerine bowdenii, Ungernia spiralis, Zephyranthes flava, Ungernia minor, Crinum augustum, Crinum asiaticum y Hippeastrum solandriflorum.
4'-Hydroxy-5,7-dimethoxy-8-methylflavan es un flavano que también se encuentra en la planta P. maritimum.

## Taxonomía
Pancratium maritimum fue descrita por  Carlos Linneo y publicado en Species Plantarum, 1: 290, 1753.
Etimología
Pancratium: nombre genérico que proviene del griego παν (pan, "todo") y κρατυς (cratys, "potente") en alusión a supuestas  virtudes medicinales. 
maritimum: epíteto latino proviene del latín "mar", por su hábitat costero.
Sinonimia
- Hymenocallis maritima (L.) M.Roem., 1847
- Pancratium carolinianum L., 1753
- Scilla parva Garsault, 1764
- Hymenocallis lacera Salisb., 1812, nom. illeg.
- Hymenocallis caroliniana (L.) Herb., 1821
- Hymenocallis ruizii M.Roem., 1847
- Pancratium aegyptiacum M.Roem., 1847
- Pancratium angustifolium M.Roem., 1847
- Pancratium abchasicum Regel, 1860
- Pancratium angustifolium Lojac., 1909, nom. illeg.
- Pancratium barcinonense Sennen, 1928
- Pancratium mirennae Mattei, 1928
- Pancratium linosae Soldano et F.Conti, 2005[4]

## Nombre común
Castellano: amor mío (6), amores míos (3), amormio, azucena, azucena de la Virgen (3), azucena de la mar, azucena de mar (17), azucena marina (4), azucenas de la Virgen, corona de rey, corona de rey marítima, lirio de la Virgen (2), lliri de mar, lirio de mar, narciso coronado, narciso de mar (7), narciso marino (2), nardo (2), nardo coronado (6), nardo marino (6), pancracio. Entre paréntesis, la frecuencia del vocablo en España.